# Reconstruction en France et en Belgique après la Première Guerre mondiale

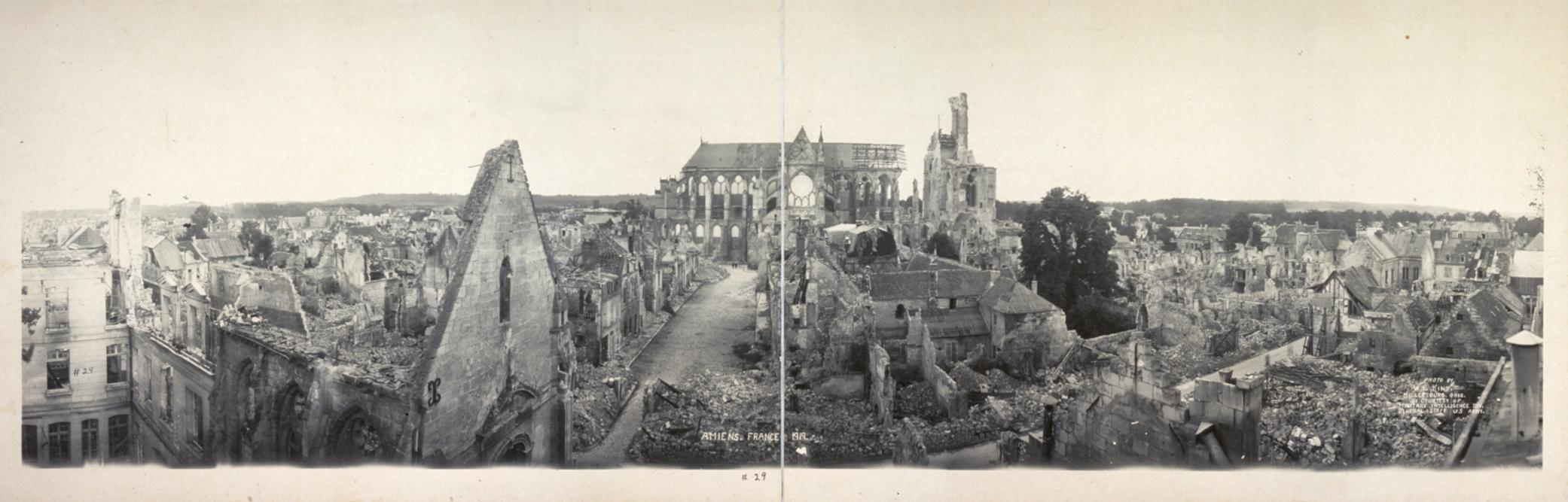
Vue de Soissons en 1919. La légende « Amiens » est etrronée.

La reconstruction en France et en Belgique après la Première Guerre mondiale, aussi appelée « la Reconstruction » ou  « la reconstitution », est la période lors de laquelle, durant une dizaine d'années et après une période de désobusage, il a fallu remettre en état les terres agricoles, les habitations et les infrastructures urbaines, portuaires, de transport, industrielles, scolaires, médicales, etc. ainsi que le logement des familles.
Une partie de ce travail s'est faite sous l'égide du ministère des Régions libérées, en lien avec le ministère des Armées, avec l'aide dans un premier temps des Alliés (et même sous l'autorité britannique dans le Nord de la France, pour le désobusage), l'aide de prisonniers de guerre et d'une main-d'œuvre immigrée (par exemple, en 1920, durant les derniers mois, en Meuse environ 3 900 ouvriers sont encore employés aux services de Reconstitution de la Meuse, 600 sont Portugais, 500 sont Italiens et 230 Polonais).
En France, la plupart des départements sinistrés (Aisne, Ardennes, Marne, Meuse, Oise, Pas-de-Calais, Somme...) ont bénéficié de la création de préfectures hors classes (d'août 1919 à février 1921), qui ont évalué et quantifié les dommages de guerre.
Cette période semble assez mal représentée par les archives, et peu prise en compte par les nombreux historiens de la Première Guerre mondiale, probablement parce que la reconstruction mobilisait toutes les énergies et qu'on manquait de tout dans les zones rouges. Ceci pose un problème pour le suivi des séquelles environnementales et sanitaires. Les communes comme les services de l'État ont par exemple oublié où ont été enterrés ou immergés des millions d'obus ou de déchets toxiques récupérés lors de la reconstruction des villes industrielles et des usines du Nord de la France, et sur les champs de bataille.

## Géographie de la reconstruction en France

Cartographie des zones bleues, rouges et jaunes.

Fin 1918, 4 000 communes sont dévastées ou dégradées sur 3 337 000 ha dans dix départements.
En 1919, dans le cadre de la reconstruction le ministère des Régions libérées a publié une cartographie en trois niveaux de séquelles, représentés par trois couleurs.
1. Zone bleues : Caractérisées par des dégâts moyens, ce sont les zones de passage ou de stationnement des armées, avec d’éventuels restes de dépôts de munitions, de matériels, casemates ou déchets divers,
2. Zones jaunes : Ce sont les zones brièvement ou ponctuellement touchées par les combats, généralement derrière les lignes de front ou éloignées, où les infrastructures routières sont à peu près fonctionnelles après l’armistice, malgré les tranchées, trous d’obus, ou des sols localement criblés de projectiles « souvent non éclatés »,
3. Zones rouges : Ce sont les zones correspondant aux lignes de front des armées, où sont concentrés les dommages majeurs. Les sols y sont bouleversés, et les infrastructures routières, ferroviaires, industrielles, ainsi que ponts, ports et canaux y sont généralement totalement détruits (la dénomination Zone Rouge n’a donc pas pour origine principale le sang versé, ni le rouge des coquelicots qui poussaient sur la terre labourée et cent fois retournée par les obus, mais elle les évoque néanmoins inévitablement dans l’esprit de l’époque).

Il a fallu dans la Zone rouge nettoyer les sols des milliers de cadavres et de restes humains, qui seront — quand leur état le permettait — transportés dans les cimetières ou ossuaires. Une troisième priorité a été le désobusage qui s'est fait dans les onze départements touchés en même temps qu'était entamée, dans l'urgence souvent, la reconstruction des patrimoines bâtis et agricoles (le cheptel du Nord et du Nord-Est de la France était décimé, et il a fallu reconstituer les poulaillers, les stocks de graines, etc.).
Comme le montre le témoignage de André-M. de Poncheville (ci-dessous), le monde agricole et ses parlementaires, mais aussi les habitants de retour dans leurs propriétés refusent le plus souvent le statut de zone rouge, et le projet de boisement des zones dévastées. Ils risquent souvent leur vie, et parfois la perdent pour reconstruire et remettre en culture les sols localement truffés de munitions et de billes de plomb.

« Pour ce qui est de la superficie, on s'était demandé avec angoisse si toute une zone, celle où le canon tonna sans arrêt sur la ligne de feu n'était  pas irrémédiablement perdue pour la culture. Cette zone rouge, on avait parlé d'y laisser le temps faire son œuvre, et peut-être d"y planter des arbres qui eussent jalonné l'ancien front d'une  " forêt du souvenir ". Mais on avait compté sans les ruraux propriétaires du terrain enfermé dans cette zone. Après un an, ils ont déjà prouvé par le plus patient des défrichements, celui qui s'effectue sous la continuelle menace de l'explosion d'un projectile oublié, qu'ils entendent cultiver à nouveau ce terrain semé pendant quatre ans par la Mort seule. »

— , André-M de Poncheville, Arras et l'Artois dévastés ; Collection La France dévastée, Librairie Félix Algan, [avec 7 planches et 1 carte hors-texte]

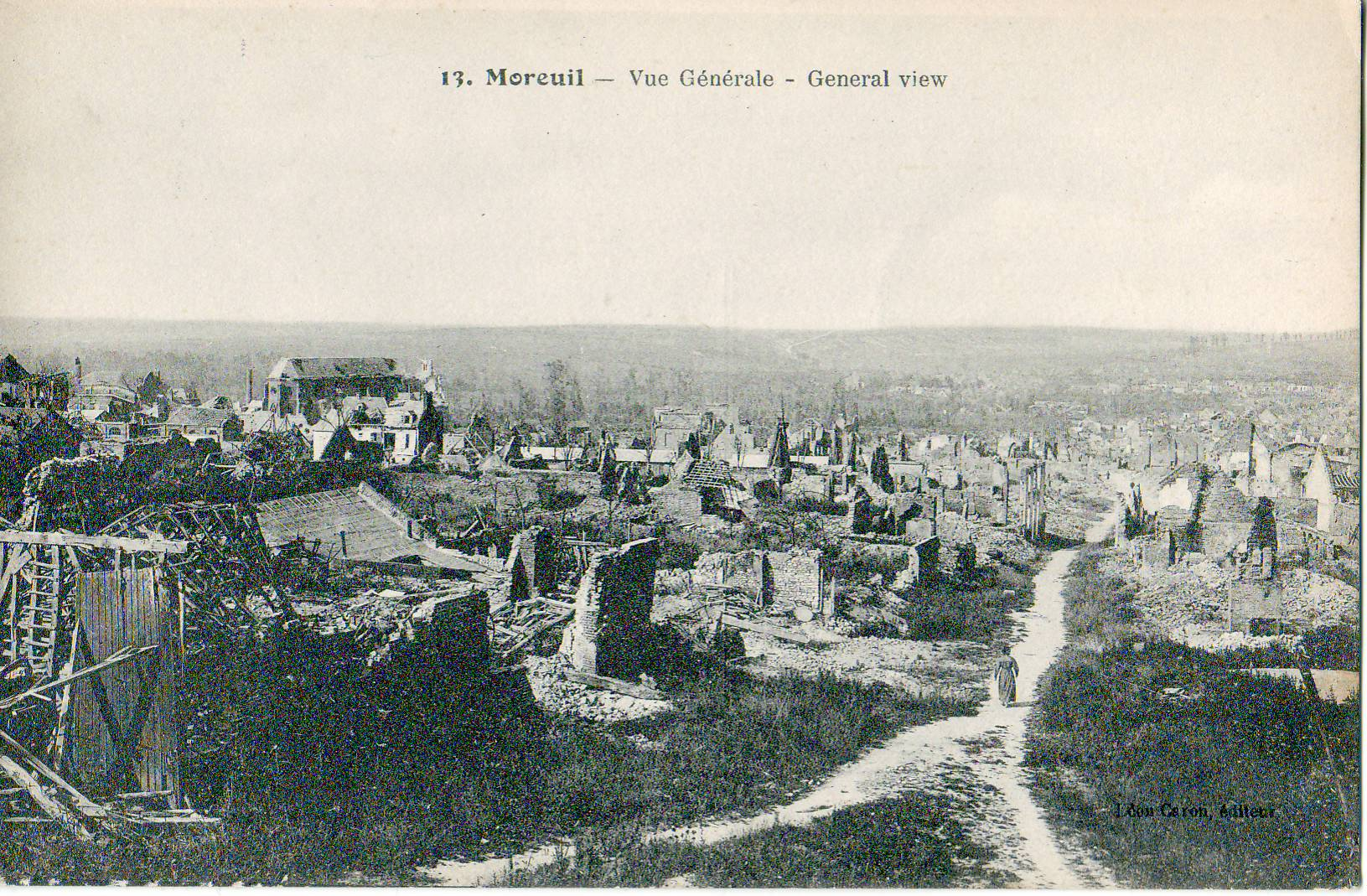
Image de désolation du bourg picard de Moreuil, totalement rasé lors de la seconde bataille de la Somme en mars 1918 (combats Castel et du bois Sénécat en particulier) et de la 3e bataille de Picardie en août 1918
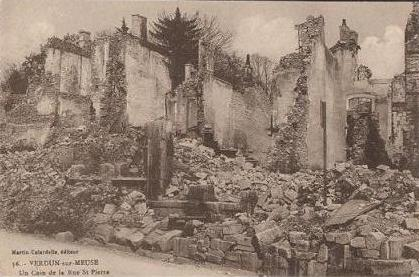
Verdun, rue Saint-Pierre
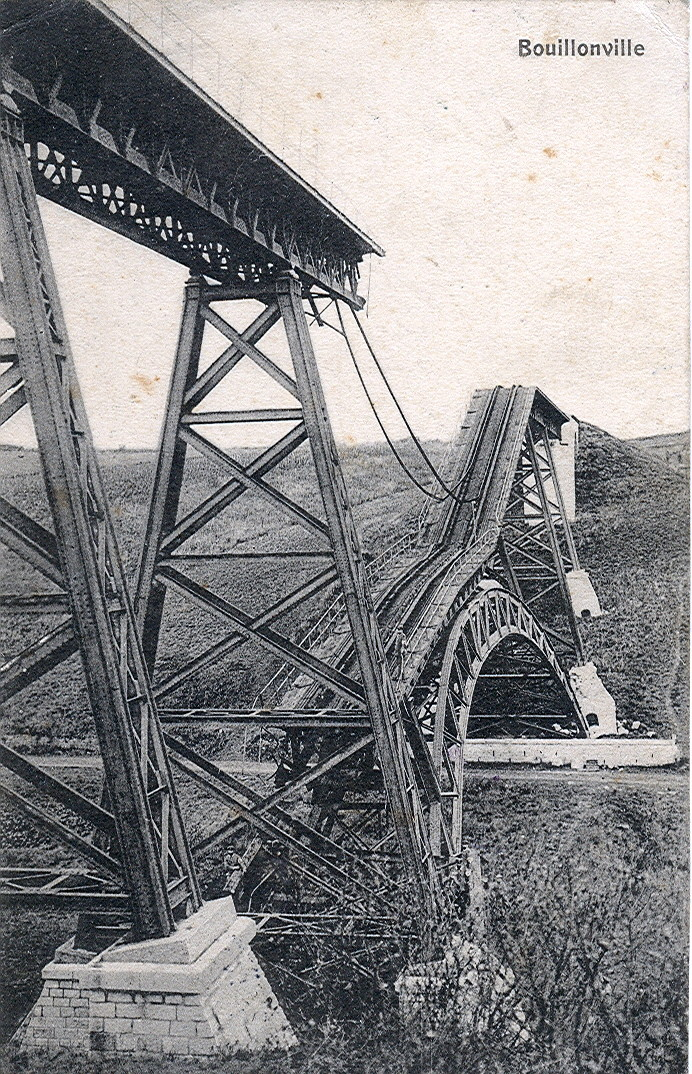
Pont de chemin de fer de Bouillonville. Les infrastructures ont été systématiquement détruites, afin de rendre plus difficiles les déplacements et l'approvisionnement de l'ennemi
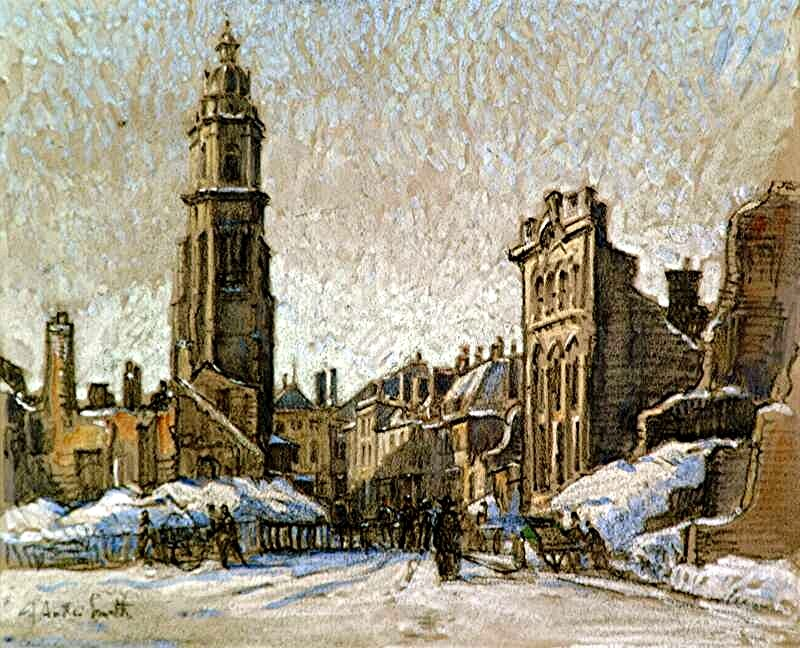
Cambrai
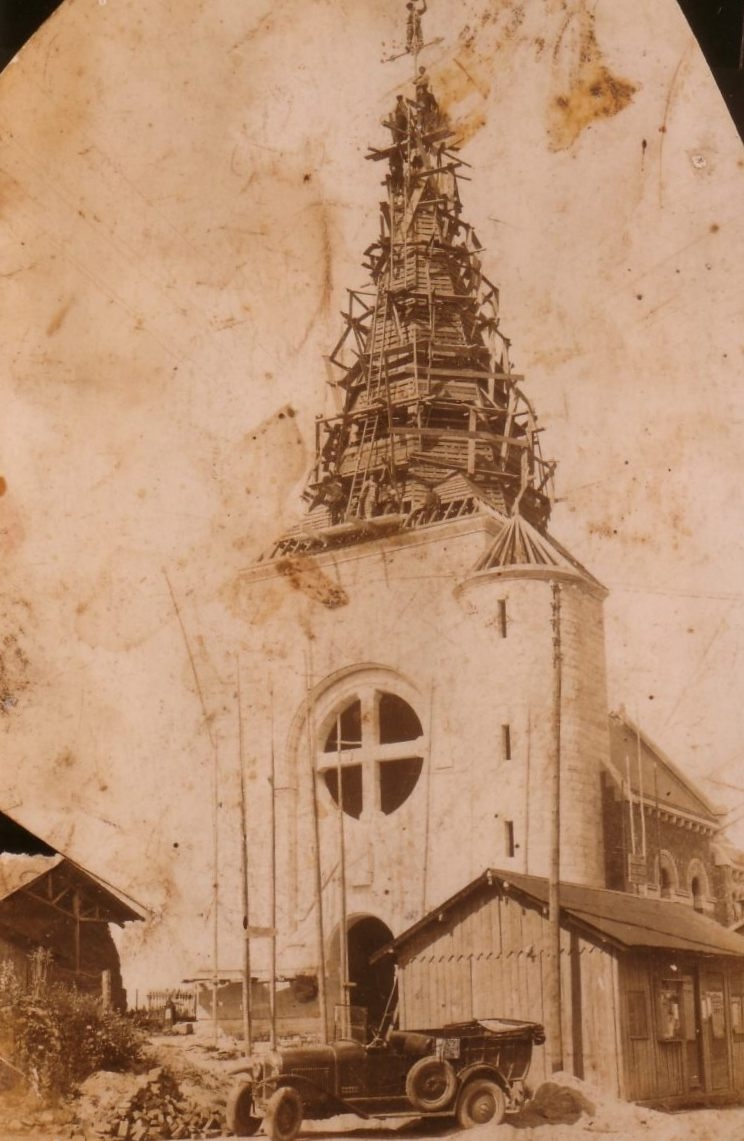
L'église de Pœuilly (Aisne) en reconstruction vers 1925.

## Localisation en Belgique
Dans le prolongement de la zone rouge française, de vastes territoires ont également été dévastés en Belgique. Il s'y pose les mêmes problèmes que dans le Nord de la France sauf que pour ce qui est du charbon, les Belges parviennent à récupérer des stocks et à sauver des infrastructures que les Allemands n'ont pas eu le temps de détruire.
Toutefois, il faudra des années pour reconstruire les villes et les monuments que la guerre a détruits, comme les halles d'Ypres, ou que l'occupant a pillés et incendiés, comme le palais de justice de Bruxelles, que sa masse a sauvé des flammes, ou, comme à Louvain, la bibliothèque de l'université, qui avait été détruite avec ses collections multi séculaires en même temps que la population subissait des massacres.

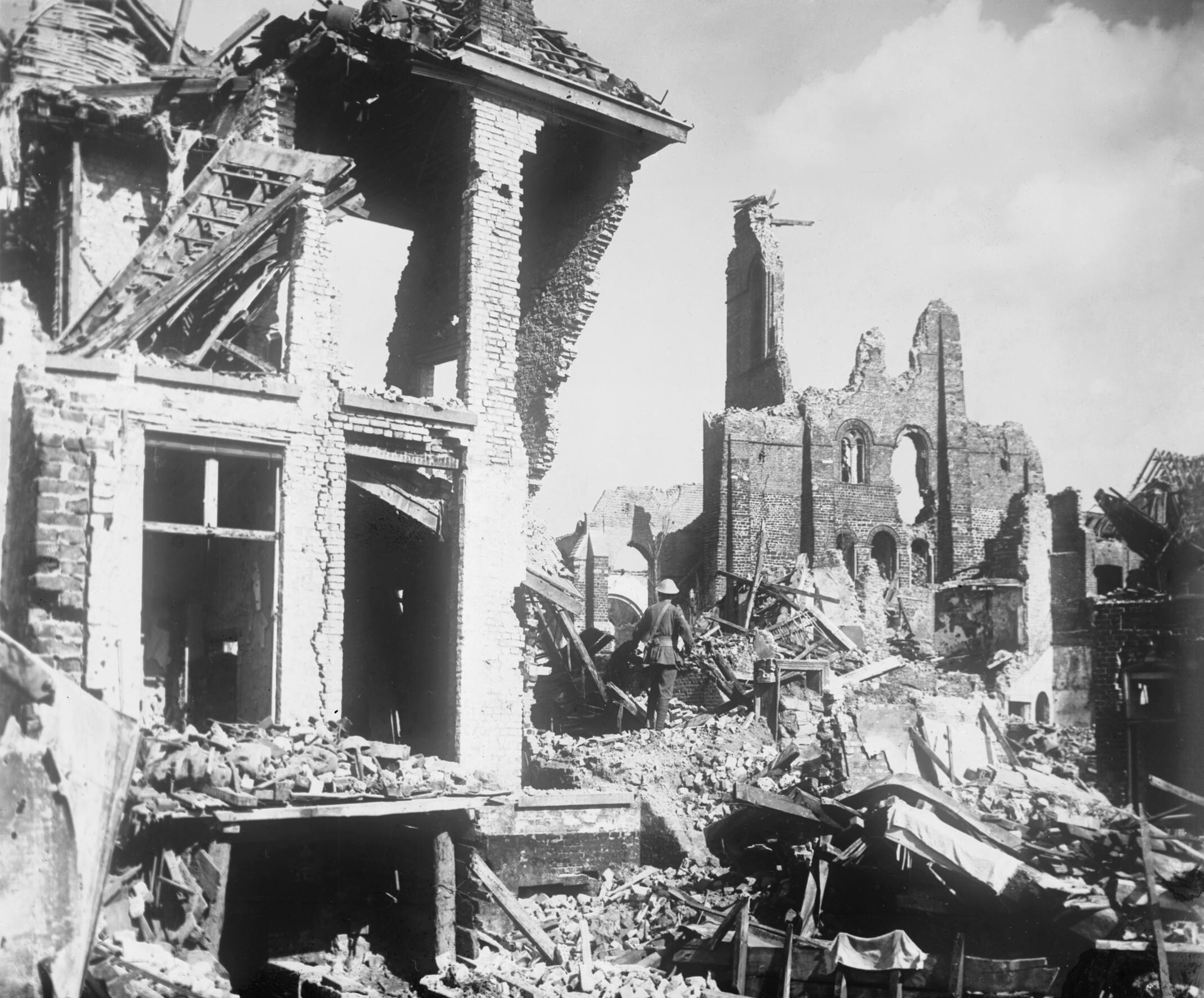
Ypres
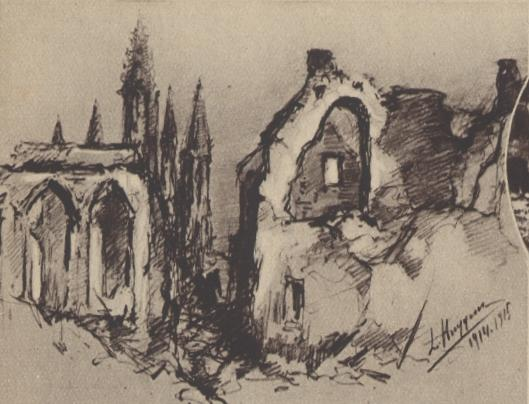
Croquis de Léon Huygens, peintre belge, montrant les ruines de l'église de Nieuport.
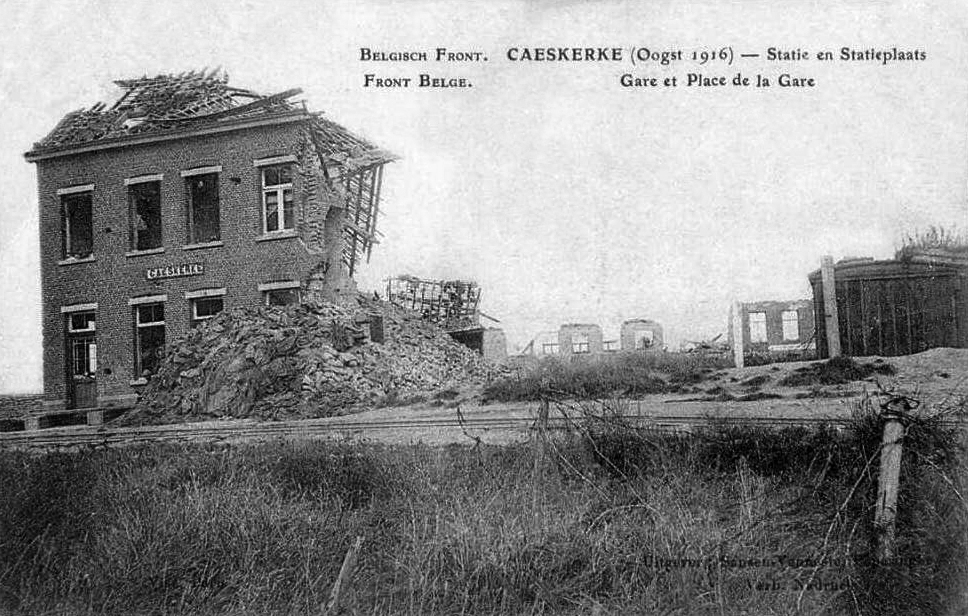
La gare de Caeskerke et ses alentours en 1916.

## Les étapes de la reconstruction
Cette œuvre implique une recherche de fonds et des appels à la solidarité et au paiement des dommages de guerre par l'Allemagne vaincue et en faillite, ce qui sera une préoccupation constante jusqu'à la fin des années 1920.
Il faut aussi reconstituer les filières et moyens administratifs civils et accueillir les flots de dizaines de milliers de réfugiés et déportés qui rentrent chez eux. Les réfugiés doivent théoriquement d'abord demander une autorisation de rentrer chez eux à l’autorité militaire et à partir de 1919 à la préfecture, qui vérifie au préalable l’existence de moyens d’habitation.
Les familles et leur mobilier sont gratuitement transportés par train et camion. Ensuite, leur ravitaillement est pris en charge par l’armée dans les premiers mois, puis par un comité. Quelques allocations leur sont versées en attendant la reprise économique, et elles ont accès à quelques secours en nature généralement apportés par des associations caritatives ou sociales (dont l'Union des femmes de France et la Société des villages libérés...). Le premier relogement est souvent un baraquement préfabriqué provisoire (on en a monté plus de 15 000 de 1919 à 1922 rien que dans la Meuse). Pour accélérer la reconstruction et renforcer les solidarités entre communes, le président Poincaré et son ministre André Maginot lancent un système d'« adoption des communes sinistrées ».. 
Il faut aussi aider les familles à se recomposer en lançant des recherches de personnes disparues lors de la fuite des populations ou par les massacres de civils en Belgique et dans le Nord de la France. Faire le deuil des très nombreux disparus sera donc nécessaire à mesure que le temps s'écoulant, il deviendra évident que parmi ceux dont on était sans nouvelles, de nombreux ne reviendront pas des camps de prisonniers ou des hôpitaux. À cette reconstruction morale s'ajoute la reconstruction matérielle sur les nombreux sites dévastés, ce qui ne se fera pas toujours dans le même ordre selon les lieux, les contextes et les divers besoins, urgences et opportunités.

La relative discipline apprise au cours de quatre ans de guerre a souvent facilité les choses, ainsi qu'un immense mouvement de solidarité de la part des pays alliés.

En France, les sous-préfets rétablis dans leurs fonctions dressent mensuellement un « état du moral de la population » qu'ils adressent aux préfets qui en font chaque mois une synthèse au ministre de l'Intérieur. En Belgique se pose le problème des collaborateurs de l'ennemi dont ceux qui ont constitué le Conseil des Flandres, sorte de gouvernement séparatiste protégé par l'Allemagne qui a même chassé de Bruxelles les fonctionnaires de langue française. L'abolition de règlements illégaux, le rétablissement des ministères et la récupération des archives qui n'ont pas été détruites sont un des soucis du gouvernement belge revenu d'exil dans un pays qui avait vécu, pour les quatre-cinquièmes de son territoire, sous la loi d'un gouverneur allemand et de son administration qui préparait l'annexion à l'Allemagne. Toutefois, rien ne pourra compenser la perte de trésors historiques comme les collections multiséculaires de la bibliothèque de l'université de Louvain incendiées en 1914 ou, entre autres archives précieuses, la charte de l'an mille constitutive des libertés de la ville de Huy, détruite elle aussi par le feu alors qu'elle était le plus ancien document de ce genre en langue française. Il en reste heureusement une photographie probante.
Partout, les rapports montrent quelles sont les premières urgences :
- En France et en Belgique, on procède à la réquisition (ou réparation) de véhicules (dont les carrioles à cheval), et on recourt aux compétences pour y contribuer, même parmi les personnes âgées et les prisonniers de guerre. Des entrepreneurs étrangers, américains notamment, offrent leurs services. Des ferrailleurs obtiennent des concessions pour la récupération des métaux, y compris à partir des munitions, sous le contrôle des armées anglaises et américaines. Certains feront ainsi fortune.
- Le nettoyage et un premier déminage des lieux stratégiques sont indispensables, l'armée allemande ayant souvent lord de sa retraite saboté des installations et piégé des bâtiments, dont des mairies et des bâtiments administratifs.
- Le rétablissement des axes de communication est fondamental. L'aide des armées alliées et de prisonniers de guerre y contribue avec l'apport de milliers de coolies chinois (arrivés à partir du milieu de 1917 par trains spéciaux) puis de travailleurs immigrés du Sud de l'Europe et d'ailleurs. Il faut déblayer et réparer (d'abord sommairement) les centaines de kilomètres de routes, de voies ferrées, de canaux et de chemins de halage localement ensevelis sous les ruines ou détruits. On nivelle les sols et on comble les trous d'obus et entonnoirs de mines  avec le "tout-venant" récupéré sur place.
Cette étape a été entamée dès avant l'Armistice là où cela était possible et a bénéficié de l'aide des soldats encore présents et du travail de prisonniers de guerre. La restauration des voies ferrées et des gares a été une priorité par rapport aux routes.
- De nombreuses gares ont été détruites, certaines lors de bombardements ou de combats, maison par maison, mais il y a aussi un grand nombre de gares incendiées par les Allemands lors de leur retraite. Des bâtiments provisoires, parfois de vieux wagons, serviront de gares temporaires et, autour de 1920, de véritables gares remplaceront la plupart de ces structures temporaires, les gares de la reconstruction.
- À cette œuvre de redressement collaborent les industriels qui commencent à relever leurs installations, ce qui prendra plus de dix ans pour l'activité houillère. Il faut notamment restaurer les tuileries et briqueteries dont les carrières sont parfois truffées de munitions non explosées.
- Souvent, la population s'attelle spontanément à la reconstruction, n'obéissant pas aux consignes officielles qui prescrivent qu'on attende les démineurs britanniques avant de toucher aux munitions non explosées. Les agriculteurs commencent, souvent avec l'aide des enfants, à reboucher les tranchées, à nettoyer les champs des ferrailles et des épaves qui les encombrent et aussi de déchets d'uniformes et d'équipements, de cadavres, de fragments humains et de squelettes souvent non identifiables. Des empilements d'obus et d'autres munitions se forment le long des routes, devant les mairies. Les maires en appellent aux sous-préfets. C'est le maire de Bailleul qui proteste, en février 1919, parce qu'il attend toujours les 400 démineurs anglais qu'on lui a promis. Le préfet lui demande d'être patient et d'attendre les démineurs sans toucher aux obus[5]. Les soldats encore présents font pétarder des munitions dangereuses. Des centaines de milliers de tonnes de munitions s'accumulent dans des dépôts et sont chargées dans des trains et des camions vers des centres éloignés des maisons (dans les dunes de Zeebrugge en Belgique).
- La mise en sécurité des ruines consiste parfois à achever de les démolir, et un certain nombre de villages rasés durant les combats ne seront jamais reconstruits. Le territoire de ces villages disparus dans la tourmente abandonnés à cause de la dangerosité des munitions non explosées, qui se cachent dans le sol sont rattachés à des communes voisines et disparaissent ainsi de la carte. Quelques communes dites "fantômes" subsistent, vides d'habitants jusqu'au XXIe siècle, dotées cependant d'un maire nommé par l'État à titre symbolique.
- La récupération de matériaux encore utilisables devient une véritable industrie, notamment pour le bois qui sera utile au chauffage lors de l'hiver proche. L'acier, les tuyaux de plomb, les briques et tuiles en assez bon état pour être réutilisées constituent une autre mine de matériaux.
- Le désobusage est une des trois priorités exprimées par le préfet du département du Nord au ministre de l'Intérieur puisqu'on manque de tout mais surtout de démineurs, alors que des millions de munitions non explosées jonchent l'ancienne ligne de front et ses abords (de très nombreux obus n'explosaient pas à l'impact, et de nombreux stocks qui n'ont pas été tirés ont été abandonnés sur place).
- La remise en état des ports français de Dunkerque, Boulogne et Calais et des ports belges d'Ostende, et de Zeebruges avec leurs voies ferrées se font sous le contrôle des armées britanniques et américaines. Le port de Dunkerque restera un temps britannique, puis pour moitié sous contrôle de Douglas Haig. On veut et doit utiliser ces ports pour accueillir les vivres, matériels et matériaux, graines, plants d'arbres, etc. qui seront nécessaires à la reconstruction.
- Une tâche mobilise particulièrement une partie des administrations en France, en Belgique et en Italie (où le nord du pays a été dévasté par la guerre avec l'Autriche-Hongrie). C'est l'organisation de l'accueil des réfugiés qui veulent rentrer chez eux. Des centaines de milliers de Belges reviennent des Pays-Bas, d'Angleterre et du midi de la France. Un flot de Français veulent retourner dans le nord. Dès la fin de 1918, ces populations affluent avec leurs bagages, débarquant dans les gares encore fonctionnelles pour découvrir, parfois, que leurs habitations ont totalement disparu. Aussi des bâtiments provisoires sont construits, préfabriqués en tôle et en bois un peu Partout.
- Le rétablissement des moyens de communication (poste, téléphone, télégraphe) accompagne la reconstruction, ce qui permet de moderniser les réseaux.
- La réparation des préfectures, des sous-préfectures et des mairies prépare le retour des habitants réfugiés dans d'autres régions. Il en est de même dans la zone Ouest des Flandres belges et dans les villes et villages de Belgique et du Nord de la France victimes des exactions de 1914. Les préfets réclament du charbon, du papier et du carton bitumé (pour remplacer les toitures crevées et vitres cassées, alors que l'hiver arrive)[5]. Les Belges fournissent une partie de leur charbon pour compenser l'arrêt des extractions dans le Nord de la France, les installations minières y ayant été démantelées en surface et les puits rendus inaccessibles par les Allemands (sabotage méthodiquement organisé depuis plusieurs années)[5].
- Le préfet du Nord réclame des trains de viande congelée et une assistance pour la reconstitution d'un cheptel bovin afin de remplacer celui qui avait disparu à plus de 90 %[5].
- En Flandre maritime, il faut remettre en état les 7 000 hectares inondés entre Watten et Ghyvelde  en 1914-1915, puis en 1918 à partir des eaux de l’Aa et de l’Yser. En Belgique, il faut plusieurs années pour assécher les polders inondés depuis 1914 et réhabiliter villes et villages dévastés. C'est notamment le cas à Ypres, où la grand-place et les halles du Moyen Âge sont pieusement reconstituées dans leur style d'époque à partir des matériaux extraits des ruines. En France, il faudra vingt ans pour restaurer la cathédrale de Reims dont la structure avait résisté au pilonnage allemand. Les sculptures extérieures, les aménagements intérieurs et les vitraux sont reconstitués par un travail minutieux de ramassage et de reconstitution.
- En Belgique, une usine Eternit existait depuis 1905 à Haren. Après, la guerre une autre usine est construite à Prouvy, en France (en 1922, avec 9 000 tonnes, d’ardoises et de plaques ondulées en amiante-ciment vendues dès la première année). Ces deux usines fourniront de grandes quantités d'ardoises et tôles d'amiante-ciment, matériaux légers et facile à mettre en œuvre, alors très appréciés. Peu après (1927), ce sont les tuyaux d'amiante-ciment qui apparaissent[6],[7]. Ce n'est que bien plus tard, avec le « scandale de l'amiante » qu'on admettra que l'amiante est un produit hautement toxique et notamment cancérigène. Cette situation explique qu'alors qu'on estimait en 2006 que seuls 4 % des tuyaux d'adduction de France (soit 36 000 km environ) sont en amiante-ciment[8], ce taux est selon une évaluation (datée de 2015) de Noréade[9] d'environ 40 % dans les zones de la reconstruction (où la Seconde Guerre mondiale poussera aussi à leur utilisation)[10]

## Le cas particulier de la reconstruction des mines

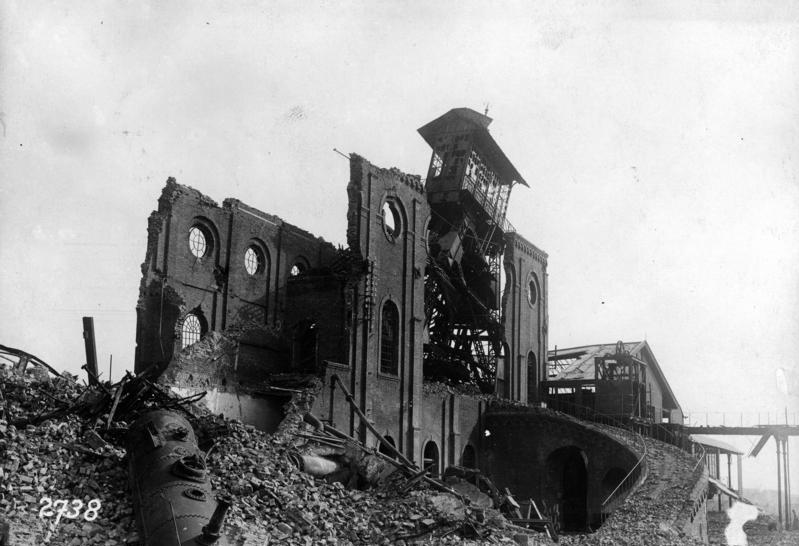
La fosse no 4 de Lens en 1918. Vaincus à Vimy, les Allemands ont détruit 18 des 19 compagnies minières

Pendant la guerre, les allemands ont noyé les galeries de 18 des 19 sociétés minières du bassin minier du Nord-Pas-de-Calais. Les compagnies de Liévin, Lens, Carvin, Meurchin, Béthune, Courrières, Drocourt, Dourges et Ostricourt, se regroupent fin 1919 dans la « Société civile de dénoyage des houillères », financée par 250 millions de francs d'aides publiques, votées par la loi du 6 août 1917. Les mines de charbon du Nord ont pu être progressivement vidées de l'eau, qui avait noyé la plupart des galeries pendant la guerre, et remises en fonctionnement. Il a fallu aussi embaucher des mineurs capables de relever le défi de la productivité au moment où une pénurie de charbon découle du fait que trop peu de mines ont recommencé à en extraire. Les compagnies vont chercher des mineurs en Pologne et en Allemagne, où les mineurs westphaliens savent manier le marteau-piqueur. Le relais sera pris en 1924 par la Société générale d’immigration, dont les employeurs sont actionnaires, hébergée à Paris par le Comité des houillères.

## Le discours sur la reconstruction
Après l'armistice, en dépit des festivités organisées par le gouvernement pour la victoire le soulagement fait place au sentiment d'une victoire amère et triste et à la mobilisation pour la reconstruction. Certains disent qu'après avoir gagné la guerre, il faut gagner la paix et reconstruire le pays, mais aussi les relations internationales.
Ainsi en 1919, dans le Puy-de-Dôme, les vétérans se nomment encore  « combattants » et non « anciens combattants ». En 1920, le président Izambard s’en prend à un pessimisme envahissant, causé par « le marasme dans lequel se débat notre pays depuis la victoire », ajoutant : « La France n’a qu’à se remettre au travail et pour cela il lui faut l’union à l’intérieur ». Selon lui, cette union doit prendre la forme d’une coopération entre patrons et ouvriers permettant des progrès de la mécanisation, afin de pallier le déficit de population active, précise-t-il. Il espère aussi un relèvement de la natalité française. Au total, « dans le vaste programme de reconstructions qui s’impose à tous les Français, [les Anciens combattants ont] à comprendre la reconstruction des hommes et ce n’est pas [leur] moindre tâche ».
Même dans les zones non touchées par les combats, le monde rural (« oublié de la paix » selon certains syndicalistes agricoles) voit s'aggraver l'exode rural au profit de l'industrie, des mines et de la périurbanisation : « Au lendemain de la guerre on a tout fait pour favoriser l’industrie sous prétexte qu’il fallait en hâte réparer les dégâts, reconstruire et les villages détruits… Les usines s’agrandissaient, recrutaient du personnel jusqu’au fond de nos campagnes » (...) ».

### Bibliographie

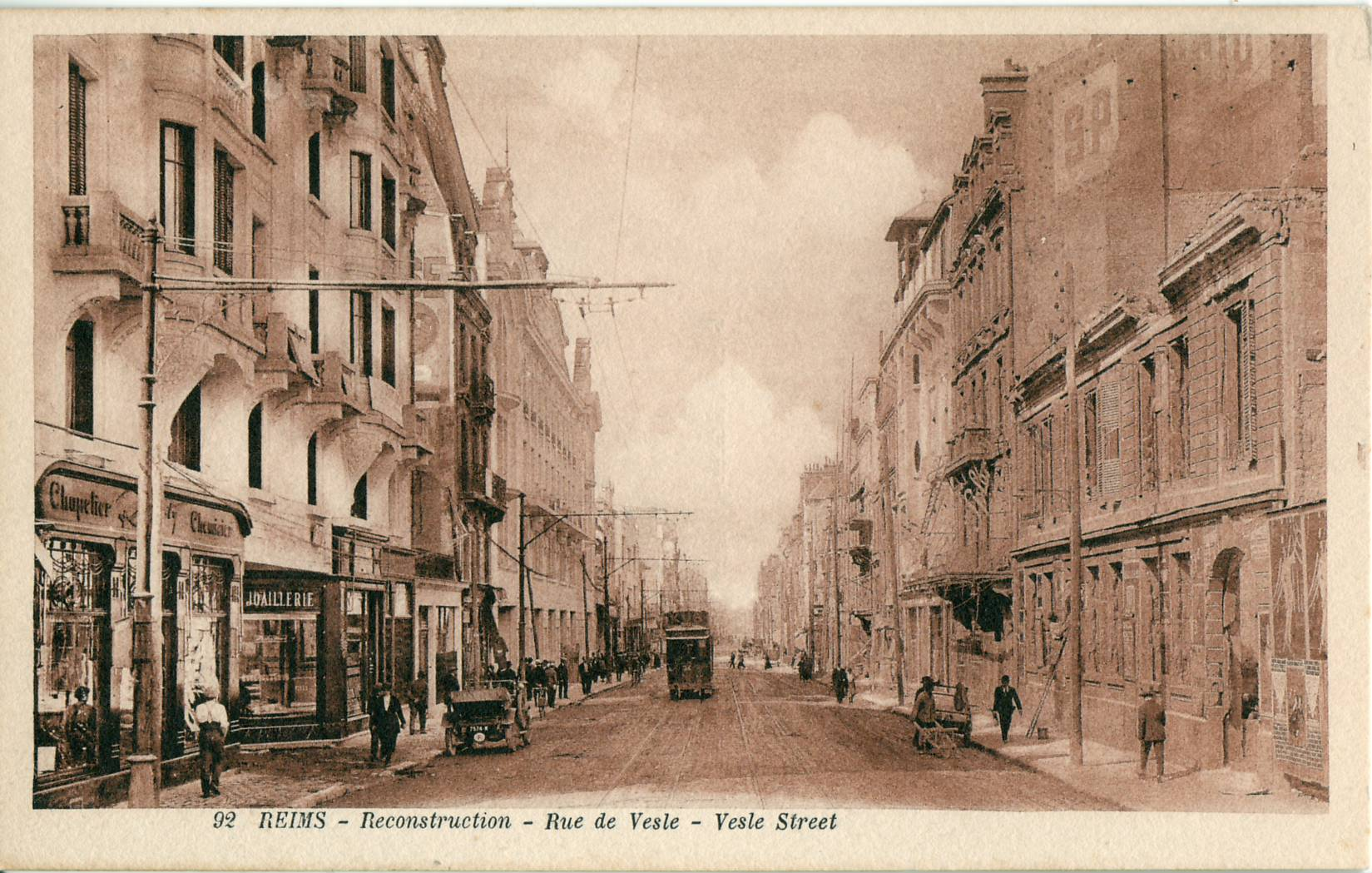
La reconstruction à Reims : La rue de Vesle